# Port-Villez
Port-Villez war eine französische Gemeinde im Département Yvelines in der Region Île-de-France und ist seit 2019 eine Commune déléguée in der Gemeinde Notre-Dame-de-la-Mer mit 269 Einwohnern (Stand: 1. Januar 2019). Die Bewohner nennen sich Villezportains und Villezportaines. 

## Geographie
Sie grenzt im Nordwesten an die Ortschaften Vernon, im Nordosten an Giverny, im Osten an Limetz-Villez, im Südosten an Bennecourt, im Süden an Jeufosse und im Westen an Blaru. Die Gemarkung ist größtenteils bewaldet. Der Dorfkern liegt am linken Ufer der Seine.
Die Route nationale 182 und die Bahnstrecke Paris–Le Havre führen über Port-Villez.

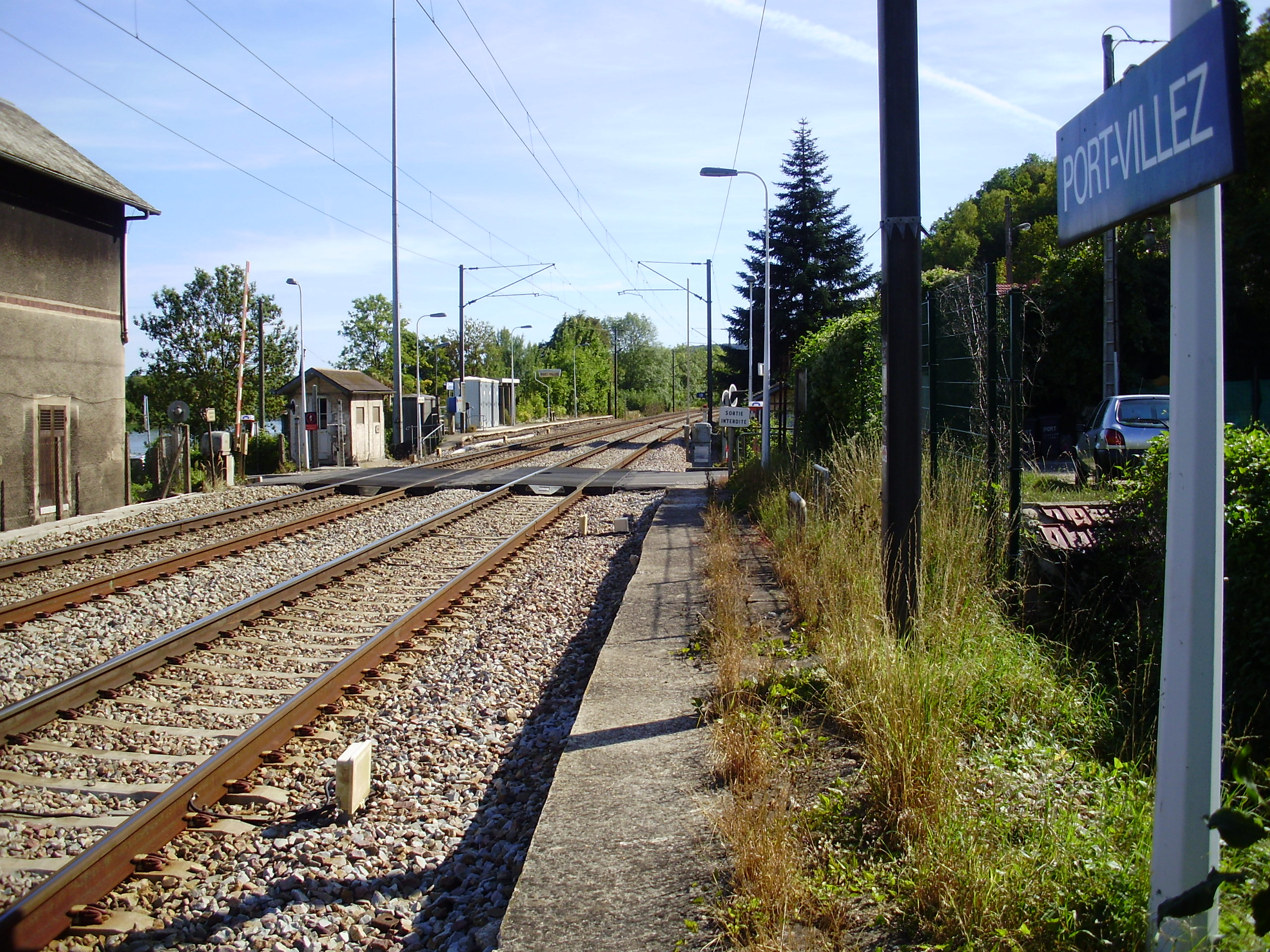
Bahnhof von Port-Villez
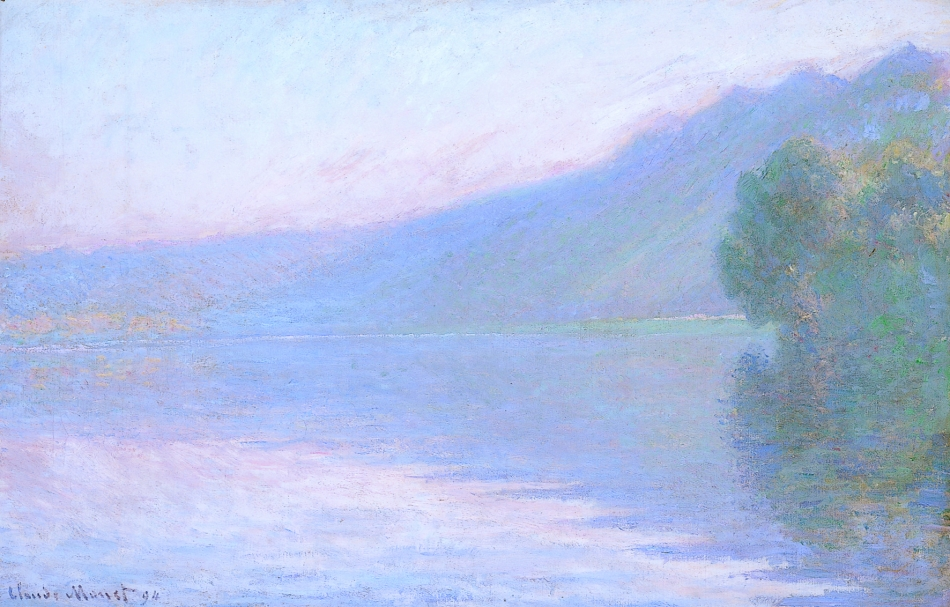
Die Seine bei Port-Villez, Gemälde von Claude Monet

## Geschichte
Zum 1. Januar 2019 wurde Port-Villez mit Jeufosse zur Gemeinde Notre-Dame-de-la-Mer zusammengeschlossen. Port-Villez ist nunmehr eine commune déléguée. Die Gemeinde Port-Villez gehörte zum Arrondissement Mantes-la-Jolie und zum Kanton Bonnières-sur-Seine.

## Bevölkerungsentwicklung
| Jahr      | 1962 | 1968 | 1975 | 1982 | 1990 | 1999 | 2008 | 2013 |
| --------- | ---- | ---- | ---- | ---- | ---- | ---- | ---- | ---- |
| Einwohner | 172  | 178  | 183  | 168  | 164  | 176  | 233  | 245  |

## Persönlichkeiten
- Robert Dorgebray, Radrennfahrer, besaß in Port-Villez ein Hotel